# Morris, Alabama
Morris là một thị trấn thuộc quận Jefferson, tiểu bang Alabama, Hoa Kỳ. Dân số năm 2009 là 1903 người, mật độ đạt 243 người/km².